# Celebration Rock
Celebration Rock è il secondo album in studio del gruppo rock canadese Japandroids, pubblicato nel giugno 2012.
L'album ha ricevuto la candidatura al Polaris Music Prize 2012 e allo Juno Awards 2013 (miglior album alternative).

## Tracce
1. The Nights of Wine and Roses – 4:02
2. Fire's Highway – 4:44
3. Evil's Sway – 4:27
4. For the Love of Ivy (The Gun Club cover) – 4:13
5. Adrenaline Nightshift – 4:26
6. Younger Us – 3:33
7. The House That Heaven Built – 4:49
8. Continuous Thunder – 4:59

## Formazione
- Brian King – chitarra, voce
- David Prowse – batteria, cori